# Laurence Oltuski
Laurence Oltuski, née le 30 janvier 1976 à Bruxelles, est une actrice belge.

## Biographie
Née à Bruxelles, elle arrive à 17 ans à Paris avec son diplôme en poche. Elle y poursuit une formation théâtrale pendant 4 ans avant d'intégrer la compagnie Jean Louis Martin-Barbaz et jouera de grands textes du répertoire (Voltaire, Molière, Azama, Durringer...). 
Après avoir passé un an à New York pour parfaire son anglais, Laurence revient à Paris et jouera pendant deux ans une pièce à succès à la Comédie de Paris et au Palais des Glaces; s'ensuivront de nombreuses apparitions à la télé en tant qu'actrice et parfois animatrice (caractères du Sud et l'agenda du weekend sur France 2). Au cinéma on a notamment pu la voir aux côtés de Gad Elmaleh dans Coco.
Pluridisciplinaire, Laurence s'essaie autant à l'écriture, au théâtre, dans la pub, seule en scène (au Point-Virgule avec son one-woman show pendant plus d'un an) que derrière un micro pour prêter sa voix à des publicités radios.
Laurence Oltuski est surtout connue du grand public pour le rôle d'Elisabeth "Babeth" Fontella dans la série télévisée Soda.
Elle écrit en 2015 un court-métrage avec Alika Del Sol qu'elle projette de réaliser l'année suivante.

### Vie privée
Elle est mariée à Frédéric Cristea. Elle a deux enfants, nés en 2008 et 2011, Isaac et Rachel.

## Filmographie

### Cinéma

#### Longs métrages
- 2004 : La vache qui pleure, court métrage de Stanislas Carré de Malberg
- 2005 : Les gens honnêtes vivent en France de Bob Decout
- 2005 : Au suivant ! de Jeanne Biras
- 2009 : Coco de Gad Elmaleh : Chloé
- 2010 : L'amour, c'est mieux à deux, de Dominique Farrugia et Arnaud Lemort
- 2013 : Vive la France de Michaël Youn : une passagère dans l'avion
- 2016 : Il a déjà tes yeux de Lucien Jean-Baptiste : la pédiatre
- 2017 : La Deuxième Étoile de Lucien Jean-Baptiste : Madame Duval
- 2019 : Music Hole : Josée
- 2020 : Adorables de Solange Cicurel
- 2020 : Zaï zaï zaï zaï de François Desagnat
- 2023  : Bernadette de Léa Domenach

#### Court métrage
- 2021 : Monsieur Temps de Emy LTR : La Tante

### Télévision
- 2002 : L'Été rouge, de Gérard Marx
- 2002 : Faut-il, de Maurice Barthélémy (épisode "Faut-il se venger quand on a pris votre agrafeuse")
- 2003 : La vie érotique de la grenouille de Bertrand Arthuys
- 2003 : Et toc ! de Samuel Tasinaje et Martin Valente
- 2005 : Caractères du sud
- 2005 - 2007 : présentatrice de l'agenda du week-end, émission pour France 2
- 2011 - 2015 : Soda : Elisabeth "Babette" Fontella (la mère d'Adam)
- 2013 : Le juge est une femme (Saison 12, épisode 3) : Corinne Leblanc
- 2014 : Famille d'accueil (saison 12, épisode 10) : Sabine
- 2014 : Soda : Un trop long week-end : Elisabeth "Babeth" Fontella (la mère d'Adam)
- 2014 : Camping Paradis (saison 6, épisode 7) : Mathilde
- 2015 : Soda : Le Rêve américain : Elisabeth "Babeth" Fontella
- 2018  : Les bracelets rouges de Nicolas Cuche
- 2018 - : Profilage : Capitaine Anne Combal
- 2018 : Alex Hugo (Saison 4, épisode 1): Thérèse Lugand
- 2019 : The Attaché
- 2020 : Il a déjà tes yeux : La directrice de l'hôtel normand
- 2021 : La Traque d'Yves Rénier : Judith Colbert
- 2023 : Le Daron de Frank Bellocq : Juge Hélène Bazec

### Reportage
- 2013 : Tellement vrai

### Clips
- 2019 : Mon héroine de Joyce Jonathan et Lola Dubini
- 2019 : Rap vs Réalité 2 de Mister V

## Doublage

### Films
- 2023 : Concrete Utopia : ? (?)
- 2024 : Sting : ? (?)

### Séries télévisées
- 1983[n 1] : Fraggle Rock : la reine des Gorgs (Cheryl Wagner) (voix)
- 2022 : El inmortal (es) : ? (?)
- depuis 2022 : Fraggle Rock, l'aventure continue (en) : Ma Gorg (Aymee Garcia) (voix)
- 2023 : Dom : ? (?) (saison 2)
- 2023 : Retour à Sullivan's Crossing : ? (?)

## Théâtre
- 2015: Welcome à Saint-Tropez[3]
- 2016: Divorce au scalpel[4]